# Rosa foliolosa
Espèce
Rosa foliolosa  est une espèce de plantes à fleurs de la famille des Rosaceae. C'est un rosier de la section des Carolinae, originaire d'Amérique du Nord.

## Description[1]
C'est un petit buisson haut de 30 à 70 cm, très drageonnant, qui accepte les terrains humides.
Ses tiges poilues ou inermes, portent des feuilles à 7 à 9 étroites folioles. Les fleurs simples rouge clair, de juin à septembre sont suivies de petits fruits sphériques, rouge vif.